# Contea di Haskell (Texas)
La contea di Haskell in inglese Haskell County è una contea dello Stato del Texas, negli Stati Uniti. La popolazione al censimento del 2010 era di 5 899 abitanti. Il capoluogo di contea è Haskell. La contea è stato creata nel 1858 ed in seguito organizzata nel 1885. Il suo nome deriva da Charles Pronto Haskell, ucciso nel massacro di Goliad.
Il repubblicano Drew Springer, Jr., un uomo d'affari di Muenster (Contea di Cooke), rappresenta dal gennaio 2013 Haskell County nella Camera dei Rappresentanti del Texas. Il giudice della contea è David C. Davis, mentre lo sceriffo è Winston Stephens.

## Geografia fisica
| Anno | Popolazione | ±%       |
| ---- | ----------- | -------- |
| 1880 | 48          |          |
| 1890 | 1,665       | 3,368.8% |
| 1900 | 2,637       | 58.4%    |
| 1910 | 16,249      | 516.2%   |
| 1920 | 14,193      | −12.7%   |
| 1930 | 16,669      | 17.4%    |
| 1940 | 14,905      | −10.6%   |
| 1950 | 13,736      | −7.8%    |
| 1960 | 11,174      | −18.7%   |
| 1970 | 8,512       | −23.8%   |
| 1980 | 7,725       | −9.2%    |
| 1990 | 6,820       | −11.7%   |
| 2000 | 6,093       | −10.7%   |
| 2010 | 5,899       | −3.2%    |

Secondo l'Ufficio del censimento degli Stati Uniti d'America la contea ha un'area totale di 910 miglia quadrate (2400 km²), di cui 903 miglia quadrate (2382 km²) sono terra, mentre 7,1 miglia quadrate (18 km², corrispondenti allo 0,8% del territorio) sono costituiti dall'acqua.

### Strade principali
- U.S. Highway 277
- U.S. Highway 380
- State Highway 6
- State Highway 222

### Contee adiacenti
- Knox County (nord)
- Throckmorton County (est)
- Shackelford County (sud-est)
- Jones County (sud)
- Stonewall County (ovest)
- Baylor County (nord-est)
- King County (nord-ovest)